# 無花果布丁
無花果布丁（英語：Figgy Pudding）是一種與顏色更加蒼白且添加了無花果的聖誕布丁類似的布丁。可以被烘烤、在烤箱中蒸烤、水煮或油炸。
無花果布丁的歷史可以追溯到十六世紀的英國。其可能的祖先包括鹹味布丁（savory pudding），諸如crustades、fygeye或figge（一種用麵包增厚的無花果泥濃湯）、水煮奶油（一種攪拌過的卡士達）以及sippets。無論如何，它的製作方法和成分在老舊的食譜中各有不同。在今天，「無花果布丁（figgy pudding）」這個術語主要透過聖誕頌歌《我們祝你聖誕快樂》中的副歌歌詞「現在給我們帶些無花果布丁來（Now bring us some figgy pudding）」為世人所知。